# Samuel Suffren
Vous pouvez aider à l'améliorer ou bien discuter des problèmes sur sa page de discussion.
- Il ne présente actuellement aucune catégorie. Cela empêche d'y accéder ou de le retrouver simplement. Vous pouvez nous aider en le catégorisant. (Marqué depuis octobre 2024)
- Il est orphelin : moins de trois articles lui sont liés. Aidez à ajouter des liens en plaçant le code [[Samuel Suffren]] dans les articles relatifs au sujet. (Marqué depuis octobre 2024)

Samuel Suffren, né en 1992, est un réalisateur et producteur haïtien. Sa trilogie de courts métrages, inspirée de l'histoire de son père dont son rêve était de partir aux États-Unis, est diffusée et primée dans de nombreux festivals internationaux.
En 2022, Agwe, le premier volet, est en sélection officielle au festival international du film de Locarno, et remporte le prix Paul Robeson du meilleur film de la diaspora africaine au FESPACO 2023. Il est diffusé par la suite dans plus d’une trentaine de festivals dans le monde.
En 2024, Des rêves en bateaux papiers, le second, est en compétition officielle au Festival du film de Sundance. Il gagne le prix du meilleur court métrage au Festival du film de Nashville et au Festival international du film de Tirana, ce qui lui permet d’être qualifié aux Oscars du cinéma dans la catégorie court métrage. Le film par la suite remporte plus d'une vingtaine de prix dans le monde et diffusé dans des centaines de festivals.
En 2019, Samuel crée l'association KIT à Port-au-Prince, un collectif de photographes et de cinéastes haïtiens qui organise les Rencontres du Documentaire en Haiti, depuis décembre 2019, dont Il est le directeur artistique et le responsable de programmation. En 2021, Il monte sa compagnie de production KIT Films qui porte non seulement ses projets, mais accompagne aussi d'autres jeunes cinéastes haïtiens.
En 2025, son court métrage Cœur Bleu, le troisième volet de sa trilogie, est sélectionné par la Quinzaine des cinéastes au festival de Cannes.

## Filmographie

### Court métrage
- Agwe (2022)
- Des rêves en bateaux papiers (2024)
- Cœur Bleu (2025)